# Boris Barnet
Boris Barnet foi um diretor de cinema, ator e roteirista.

## Filmografia

### Realizador
- Devushka s korobkoy (1927)
- Moskva v oktyabre (1927)
- Dom na Trubnoy (1928)